# Xysticus rostratus
Xysticus rostratus is een spinnensoort uit de familie van de krabspinnen (Thomisidae).
De wetenschappelijke naam van de soort werd in 1988 gepubliceerd door Hirotsugu Ono.